# Love Yourself
"Love Yourself" é uma canção gravada pelo cantor canadense Justin Bieber para o seu quarto álbum de estúdio Purpose (2015). A canção foi lançada, primeiro, como single promocional, em 8 de novembro de 2015, e, posteriormente, foi lançada como o terceiro single do álbum. Foi escrita por Ed Sheeran, Benny Blanco e Bieber, e produzida por Blanco. Uma canção pop acústica, "Love Yourself" contém uma guitarra elétrica e uma breve instância de trombetas como instrumentação principal. Durante a canção, Bieber usa um tom de voz mais rouco nos registros inferiores. Em relação à letra, a canção é um beijo de adeus a uma ex-namorada narcisista que tratou mal o protagonista.
Na parada americana Billboard Hot 100 e na britânica UK Singles Chart, "Love Yourself" tornou-se o terceiro  single consecutivo de Bieber a chegar à posição de número um, sendo que nos Estados Unidos passou 24 semanas não consecutivas no top 10 (posteriormente sendo considerado o single de maior sucesso de 2016) e também foi a primeira canção de Bieber a chegar à posição de número de um na parada americana Adult Contemporary, enquanto no Reino Unido ela passou seis semanas no topo da parada de singles.  O single chegou ao topo da parada em quinze países, incluindo a Austrália, o Canadá, a Nova Zelândia e a Suécia. A canção foi indicada a dois Grammys: Canção do Ano e Melhor Performance Pop Solo. "Love Yourself" foi a sétima canção mais vendida de 2016 nos EUA.
O videoclipe da canção foi lançado junto com o projeto Purpose: The Movement, em 14 de novembro de 2015. Ele mostra um casal fazendo uma dança interpretativa em sua casa. Bieber promoveu a canção com apresentações em programas de TV, bem como premiações musicais em 2015-16, além de adicioná-la ao set list de sua turnê Purpose World Tour.

## Antecedentes e lançamento

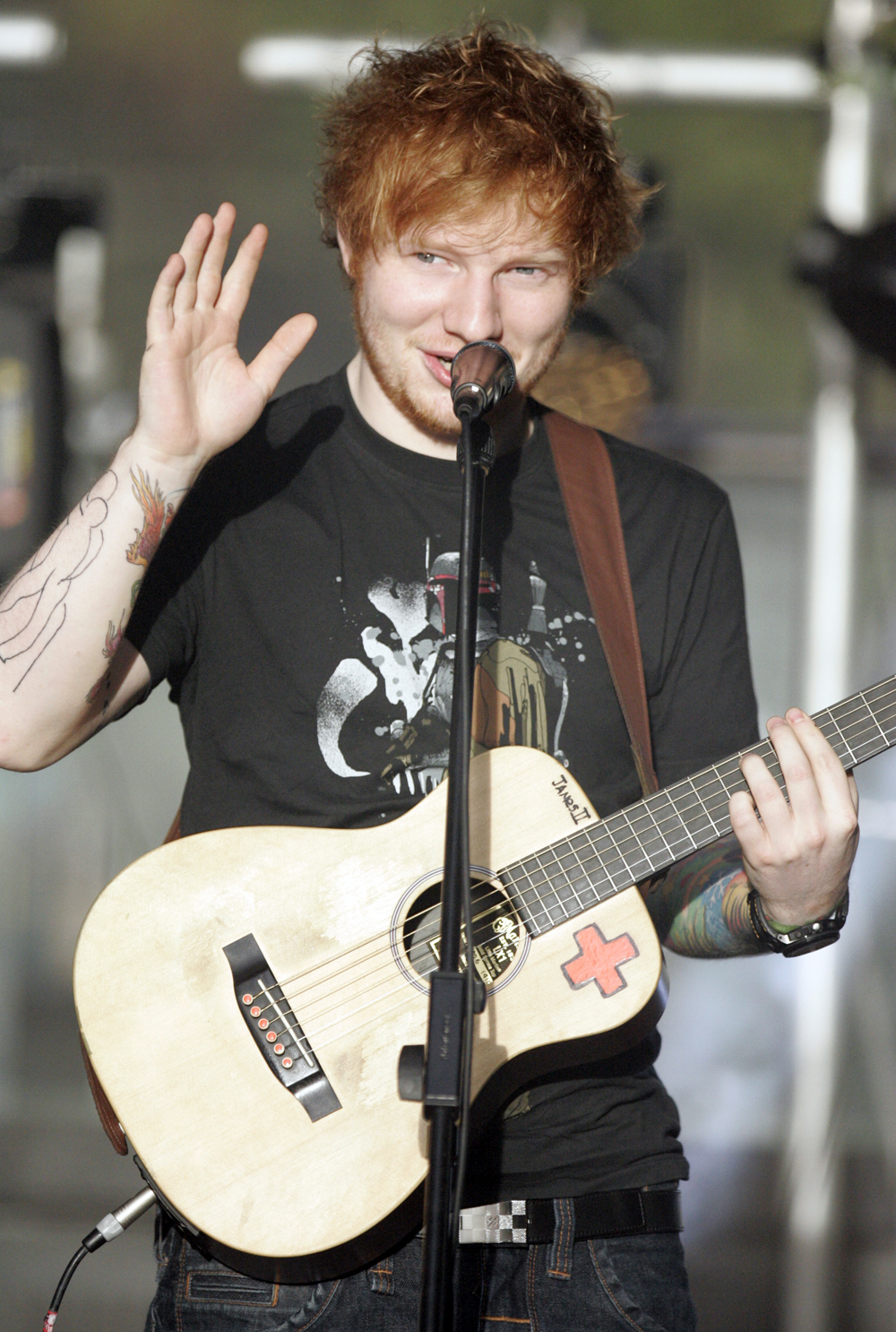
Ed Sheeran (foto) inicialmente escrevera "Love Yourself" para seu terceiro álbum de estúdio ÷ antes de passá-la a Bieber.

Em 29 de setembro de 2015, Justin Bieber anunciou em uma entrevista para o programa matutino australiano Sunrise que o cantor e compositor britânico Ed Sheeran havia escrito uma canção para o seu, então, futuro álbum. Posteriormente, durante uma entrevista para a rádio britânica Capital FM, Bieber revelou detalhes sobre a canção, dizendo: "Sou só eu e um violão. Basicamente foi assim que eu comecei, tocando na rua com um violão". Sobre Sheeran, ele disse: "Acho que ele é um dos escritores mais talentosos na industria atualmente, então só de ter sua contribuição e suas histórias e nossas histórias e combiná-las juntas e dizer 'Pelo que você já passou?' e contar a mesma história."
Em outra entrevista para a mesma rádio, ele comentou sobre a colaboração, afirmando: "Foi um processo. Só de conseguirmos nos juntar, sabe, na mesma sala, porque nós fizemos muito da canção separados. Ele é um cara legal, super talentoso. Ótimo compositor, então, só de poder trabalhar com um compositor desse calibre foi realmente, realmente demais." Em 2017, Sheeran revelou que "Love Yourself" havia sido escrita para o seu terceiro álbum de estúdio de estúdio ÷ (2017). Ele disse em uma entrevista que a faixa havia sido descartada antes de Bieber pegá-la para si.
Em 9 de novembro de 2015, "Love Yourself" estreou na rádio online da Apple, Beats 1, juntamente com sua canção "The Feeling". A canção também foi disponibilizada para download, na loja virtual iTunes, no mesmo dia como single promocional de Purpose, e, posteriormente, foi anunciada como o terceiro single oficial do álbum. Em entrevista a Ryan Seacrest, em seu programa de rádio On Air with Ryan Seacrest, Bieber disse que "Love Yourself" é "definitivamente sobre alguém do meu passado, alguém que eu não quero expor", ele descreveu a canção como sendo "legal porque tantas pessoas podem se identificar com ela, porque quantas mulheres trazemos pra casa que nossas mães não necessariamente gostam muito?".